# (5367) Sollenberger
(5367) Sollenberger (1982 TT) – planetoida z pasa głównego asteroid okrążająca Słońce w ciągu 5,32 lat w średniej odległości 3,05 j.a. Odkryta 13 października 1982 roku.